# Andrew Cunanan
Andrew Phillip Cunanan (National City, 31 de agosto de 1969 — Miami Beach, 23 de julho de 1997) foi um assassino em sequência que matou pelo menos cinco pessoas, incluindo o estilista de moda Gianni Versace, em 15 de julho de 1997. Oito dias depois, suicidou-se com um tiro na boca.
Em 12 de junho de 1997, tornou-se o 449 fugitivo na lista dos Dez foragidos mais procurados pelo FBI.

## História
Antes dos assassinatos, Andrew Cunanan era um garoto de programa bem-educado e inteligente que atendia ricos clientes do sexo masculino; ele também esteve envolvido em pequenos furtos e tráfico de drogas. O primeiro assassinato conhecido foi o de seu amigo Jeffrey Trail, um ex-oficial naval da Marinha dos Estados Unidos, ex-vendedor de propano e gerente de empresas, possivelmente um ex-amante, em 25 de abril de 1997, em Minneapolis. A próxima vítima foi o arquiteto David Madson, que foi encontrado na costa leste de Rush City perto de Lake Rush, Minnesota, em 29 de abril de 1997, com ferimentos de bala na cabeça. Madson era um ex-namorado de Cunanan. A polícia encontrou uma conexão, porque o corpo de Trail foi encontrado no sótão de um apartamento que pertencia a Madson em Minneapolis. Imprevisível, Cunanan foi a Chicago, onde matou o milionário Lee Miglin, de 72 anos, poucos dias depois. Miglin teve seu rosto embrulhado com fita adesiva. Depois, foi golpeado com tesouras e teve sua garganta cortada com uma serra de jardinagem. Trata-se de um crime sádico visando a excitação sexual, motivo clássico dos assassinos em série. Cinco dias depois, Cunanan, que pegou o carro de Miglin, encontrou a quarta vítima em Pennsville, Nova Jersey, no ponto do Finn’s National Cemetery, matando o coveiro William Reese de 45 anos em 9 de maio de 1997. Após este assassinato, houve o primeiro contato de uma testemunha, o que fez o FBI o acrescentar na sua lista dos dez foragidos mais procurados. O assassino fugiu com o veículo de Reese e seguiu para Nova Iorque. Depois seguiu para Miami Beach, Flórida, onde esteve dois meses até ao seu próximo assassinato. Ele usou até mesmo seu próprio nome para penhorar um item roubado, mesmo sabendo que a polícia rotineiramente verifica registros de casas de penhores sobre mercadorias roubadas. Finalmente, Cunanan assassinou o famoso estilista italiano Gianni Versace que vestia algumas das pessoas mais famosas do mundo, em 15 de julho de 1997 no que se tornaria um dos mais famosos assassinatos do século XX. Versace foi assassinado em plena luz do dia, na frente de sua casa, naquilo que parece ter sido um assassinato planejado cuidadosamente. O estilista italiano, de 50 anos, foi atingido com dois tiros fatais na nuca à queima-roupa à porta de sua mansão em South Beach. Versace foi baleado quando voltava para casa depois de ter comprado o jornal e tomado café no News Café, que fica a uns 500 metros de sua casa. 
Há quem diga que Cunanan assassinou o estilista italiano porque representava o homem famoso, rico e popular que ele gostaria de ser, mas ninguém sabe ao certo as razões que o levaram a matar. Oito dias após o assassinato de Versace, em 23 de julho de 1997, a policia montou um cerco que durou mais de quatro horas a uma luxuosa mansão ancorada num canal em Miami Beach. Sob o olhar de mais de 100 agentes policiais, entre eles equipes da SWAT com escudos e armamento pesado, agentes do FBI tentaram sem sucesso, com megafones, iniciar negociações com Andrew Cunanan só depois de uma saraivada de bombas de gás lacrimogêneo, a polícia se atreveu a invadir o lugar. Cunanan foi encontrado estirado numa cama no quarto andar, onde estava escondido, morto, com um tiro na boca. Ele foi alvo de uma das maiores caças a fugitivos da história, segundo disse em Washington a procuradora-geral, Janet Reno. A arma usada por Cunanan nos assassinatos e mesmo no seu suicídio foi uma pistola semi-automática Taurus PT 100, calibre .40 S&W que pertenceu a Jeff Trail. Na época dos crimes, havia muita especulação da imprensa e do público que os motivos de Cunanan eram que ele tinha sido diagnosticado com HIV positivo, no entanto, uma autópsia revelou que ele não possuía o vírus. A polícia vasculhou a casa flutuante onde Cunanan morreu a fim de encontrar as causas de sua matança. No entanto, Cunanan deixou para trás poucos pertences pessoais, os investigadores se surpreenderam, dada a sua reputação de aquisição de dinheiro e posses caras vindas de homens ricos mais velhos. A polícia não considerou nada muito importante para ser registrado, exceto muitos tubos de creme de hidrocortisona e uma coleção bastante extensa de livros de C. S. Lewis.

## Na cultura popular
- Foi retratado na série americana The Assassination of Gianni Versace: American Crime Story em 2018 sendo interpretado pelo ator Darren Criss, que ganhou o Emmy, o Globo de Ouro e o Screen Actors Guild de melhor ator em minissérie por sua atuação.